# Szychtory
Szychtory (ukr. Шихтарі) – wieś na Ukrainie, w rejonie czerwonogrodzkim obwodu lwowskiego. Wieś liczy około 25 mieszkańców.
W II Rzeczypospolitej od 1934 Szychtory należały do zbiorowej wiejskiej gminy Chorobrów w powiecie sokalskim w woj. lwowskim. Po wojnie wieś weszła w skład powiatu hrubieszowskigo w woj. lubelskim. W 1951 roku wieś wraz z niemal całym obszarem gminy Chorobrów została przyłączona do Związku Radzieckiego w ramach umowy o zamianie granic z 1951 roku.
Za II RP była to najdalej na północ wysunięta miejscowość wschodniej części woj. lwowskiego, położona w specyficznym przewężeniu nad rzeką Warężanką. Obecnie wieś nie ma tego statusu na tle obwodu lwowskiego. Najdalej na północ wysuniętą miejscowością jest Piaseczno, położone nieco dalej. Powodem tego jest fakt że Piaseczno jako jedyna (istniejąca obecnie) wieś przedwojennego woj. lubelskiego została przyłączona do ZSRR i przez to zmieniła północny zasięg jednostki.
Po włączeniu Piaseczna do ZSRR utworzyło ono sielsowiet w rejonie zabuskim, do którego włączono chutor Szychtory. 